# 奧爾特鎮區 (明尼蘇達州聖路易斯縣)
奧爾特鎮區（英語：Ault Township）是位於美國明尼蘇達州聖路易斯縣的一個行政鎮區。

## 地方資料
奧爾特鎮區的面積為186.07平方千米，當中陸地面積為182.09平方千米，而水域面積為3.98平方千米。根據2020年美國人口普查的數據，當地共有人口128人，而人口密度為每平方千米0.69人。